# 南スーダンの文化
南スーダンの文化（みなみスーダンのぶんか、英語: Culture of South Sudan）では、南スーダンにおける宗教、言語、民族などを述べる。

## 言語
南スーダンの公用語は英語である。
先住民族の言語は60以上あり、そのほとんどがニロ-サハラ語族に分類される。
南スーダンの首都ジュバでは、通常ジュバ・アラビア語と呼ばれる方言のアラビア語を使用する数千人がいるが、2011年8月2日、ケニアの南スーダン大使は、共通語としてのアラビア語に取って代わることを目標に、スワヒリ語が南スーダンに導入されると述べた。スーダンやアラブ連盟ではなく、東アフリカ共同体を志向することを国の方針としている。

## 宗教
スーダンの北部は主にイスラム教徒であるが、南スーダンは主にキリスト教徒またはアフリカの伝統的な精霊崇拝者であり、少数の国民がイスラム教徒である。

## 祝日
2017年時点の祝日を以下に列挙する。
- 1月1日、元日
- 1月9日、平和協定の日
- 4月1日、復活祭
- 5月1日、メーデー
- 5月16日、SPLAの日
- 6 月15日、イード・アル・フィトル
- 7月9日、独立記念日
- 7月30日、殉教者の日
- 8月11日、犠牲祭
- 12月25日、クリスマスの日
- 12月28日 共和国記念日
- 12月31日 大晦日

## 民族グループ
南スーダンの民族は、ヌエル族、ディンカ族、シルック族、アヌアク族、アチョリ、Murle、Dongotono、Atuot、Burun、Jur Beli、Moru、Pojulu、Otuho、Thuri、Jur Chol または Luwo、Didinga、Avukaya、Mundu、Ketebo、Balanda、Morokodo、Ndogo、Lulubo、Lokoya、Kichepo、Baka、Lango、Lopit、Nyangwara、Tennet、Jur Mananger、Kuku、Boya、Lugbara、Sereなどがある。
1926年から1936年の間に、スーダン南部の文化とライフスタイルに関する数冊の本の著者である英国の人類学者エドワード・エヴァン・エヴァンズ＝プリチャードも、人類学のフィールドワーク中に何千枚もの写真を撮った。主にアザンデ族、モロ族、インゲッサナ族、ヌエル族、ボンゴ族の生活を描いた約2500点の画像が、オックスフォード大学の人類学博物館であるピット・リバーズ博物館のコレクションにあり、その多くがオンラインで公開されている。
さらに、ピット・リバーズ博物館のウェブページでは、スーダン南部の博物館のコレクションの詳細なカタログを提供している。これらのコレクションは、1300点以上の工芸品と5000点以上の写真で構成されている。工芸品と写真の両方が、スーダン南部の文化的および視覚的歴史を研究するための研究ツールとして機能している。このサイトはまた、「地図、文化グループ、コレクター、写真家、写真に写っている人々の注釈付きリスト、および一連の追加リソース (関連する文献、ウェブサイト、およびサイトの文献目録) 」を提供している。

## 社会
ほとんどの南スーダン人は、亡命中やディアスポラ中であっても、地元の文化の中核を維持している。伝統文化は非常に支持されており、自分の民族的出自と言語を知ることに重点が置かれている。話されている公用語はジュバ語のアラビア語と英語だが、東アフリカの近隣諸国との関係を改善するためにスワヒリ語を住民に導入する計画がある。

## 音楽

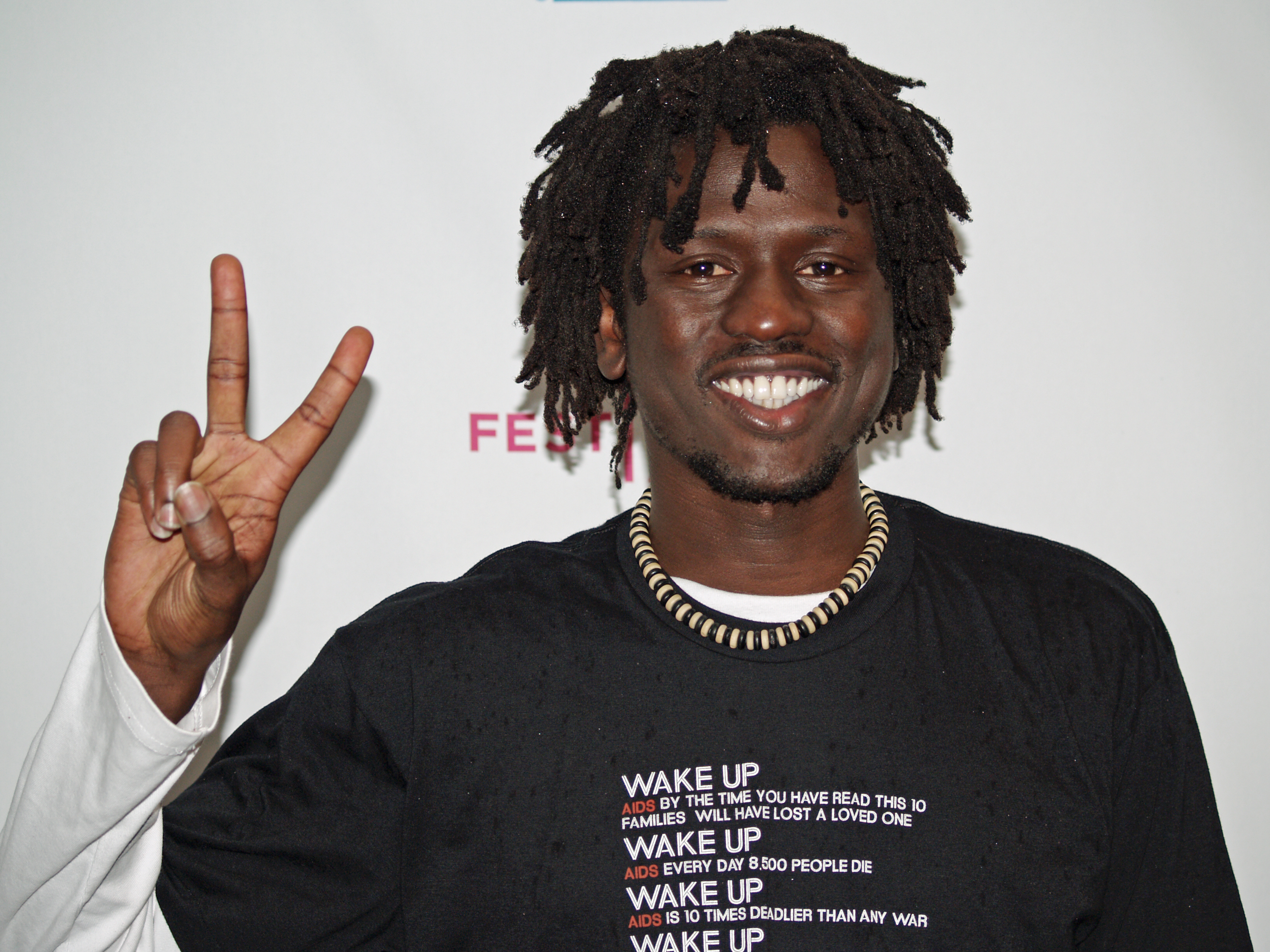
2008年、ニューヨークのトライベッカ映画祭でのエマニュエル・ジャル。

南スーダンには、多様な先住民族の文化を反映した民族音楽の豊かな伝統がある。たとえば、ディンカ族の民族音楽、アザンデ族の物語が挙げられる。レコード・ワヨのドラマーは、スピリチュアルな詠唱と連動するグループを組み合わせている。3人で演奏する大きな木製の木琴であるクパニンボを中心とした魅惑的な音楽は、一連の鐘や打楽器を巡る村の人々によって完成される。
地理的な位置と長年の内戦のために、音楽は南スーダンの近隣諸国の影響を強く受けている。多くの南スーダン人がエチオピア、ケニア、ウガンダに逃れ、そこで国民と交流し、彼らの言語と文化を学んだ。まだスーダンの一部であった間にこの国に留まったり、スーダンやエジプトに住むために北に行ったりした人々の多くは、隣国のアラビア語の文化と言語を吸収した。
南スーダン出身の音楽アーティストの多くは、英語、スワヒリ語、ジュバ語、各地域固有の言語、クレオール言語を使用している。1970年代から1980年代にかけて、ジュバは盛んなナイトライフの本拠地であった。地元のトップ・バンドには、 SkylarksやRejaf Jazzなどがある。人気アーティストのエマニュエル・ケンベがフォーク、レゲエ、アフロビートを歌っている。 2000年にアメリカに移住したヤバ・アンジェロシは、アフロビート、 R&B 、ズークを歌っている。Dynamiqはレゲエのリリースで人気があり、Emmanuel Jalは国際的に有名なヒップホップアーティストである。

## 文学
さまざまな民族グループの伝統的な口承文学とは別に、ハルツーム大学の在学中からアラビア語で書いている短編作家のステラ・ガイターノなどの文学作家がいる。
Alephonsion Dengと彼の兄弟Benson Dengは難民で、最初は戦争と飢餓により隣国ケニアに逃れ、後に米国に移住した。そこで、スーダンのロストボーイズとして共同執筆した。

## スポーツ
- 南スーダンのレスリングは3つの地域すべてで最も人気のある伝統的なスポーツである。時折、何千人もの観衆が集まる。
- 南スーダンサッカー協会
- サッカー南スーダン代表
- 南スーダン代表バスケットボールチーム